# Кевін Вокер
Кевін Вокер (швед. Kevin Walker; нар. 3 серпня 1989, Еребру) — шведський футболіст і співак ірландського походження, півзахисник клубу «Юргорден». Переможець шведської версії шоу «Idol».

## Клубна кар'єра
Народився 3 серпня 1989 року в місті Еребру в родині ірландського футболіста та тренера Патріка Вокера, що на той момент грав у Швеції. Займався футболом у шведських клубах, які тренував його батько. 2006 року дебютував під керівництвом батька дебютував на дорослому рівні за клуб «Еребру», за який провів у 6 матчах чемпіонату.
Згодом з 2007 року перебував у структурі АІКа, втім основним гравцем не був і здавався в оренду в «Весбю Юнайтед», «Ассиріска ФФ» та «Сундсвалль». На початку 2012 року останній клуб викупив контракт гравця
В кінці 2014 року став гравцем «Юргордена», з яким 2018 року став володпрем Кубка Швеції. Станом на 19 червня 2018 року відіграв за команду з Стокгольма 85 матчів в національному чемпіонаті.

## Виступи за збірні
2006 року дебютував у складі юнацької збірної Швеції, взяв участь у 10 іграх на юнацькому рівні, відзначившись 3 забитими голами. Також може виступати за збірну Ірландії.

## Музична кар'єра
Кевін захопився музикою з самого юного віку, з тих пір, як він чув, як співає його ірландський дід.
У 2013 році Кевін прослуховувався для участі у дев'ятому сезоні шведського шоу «Idol 2013» з піснею «Soldier». Шоу виходило на каналі TV4, який також володів правами на трансляцію матчів другого дивізіону Швеції. У зв'язку з цим, матчі Вокера у лізі кілька разів переносилися.
Вокер вийшов у фінал разом з Елін Бергман, де вони обидва виконали пісню «Belong». За результатами глядацького голосування, переможцем шоу став Кевін. За умови конкурсу, переможець проекту підписав контракт на запис з Universal Music Group. У заключному шоу, він і Бергман приєдналися до Роббі Вільямса, співаючи пісню Вільямса «Shine My Shoes».

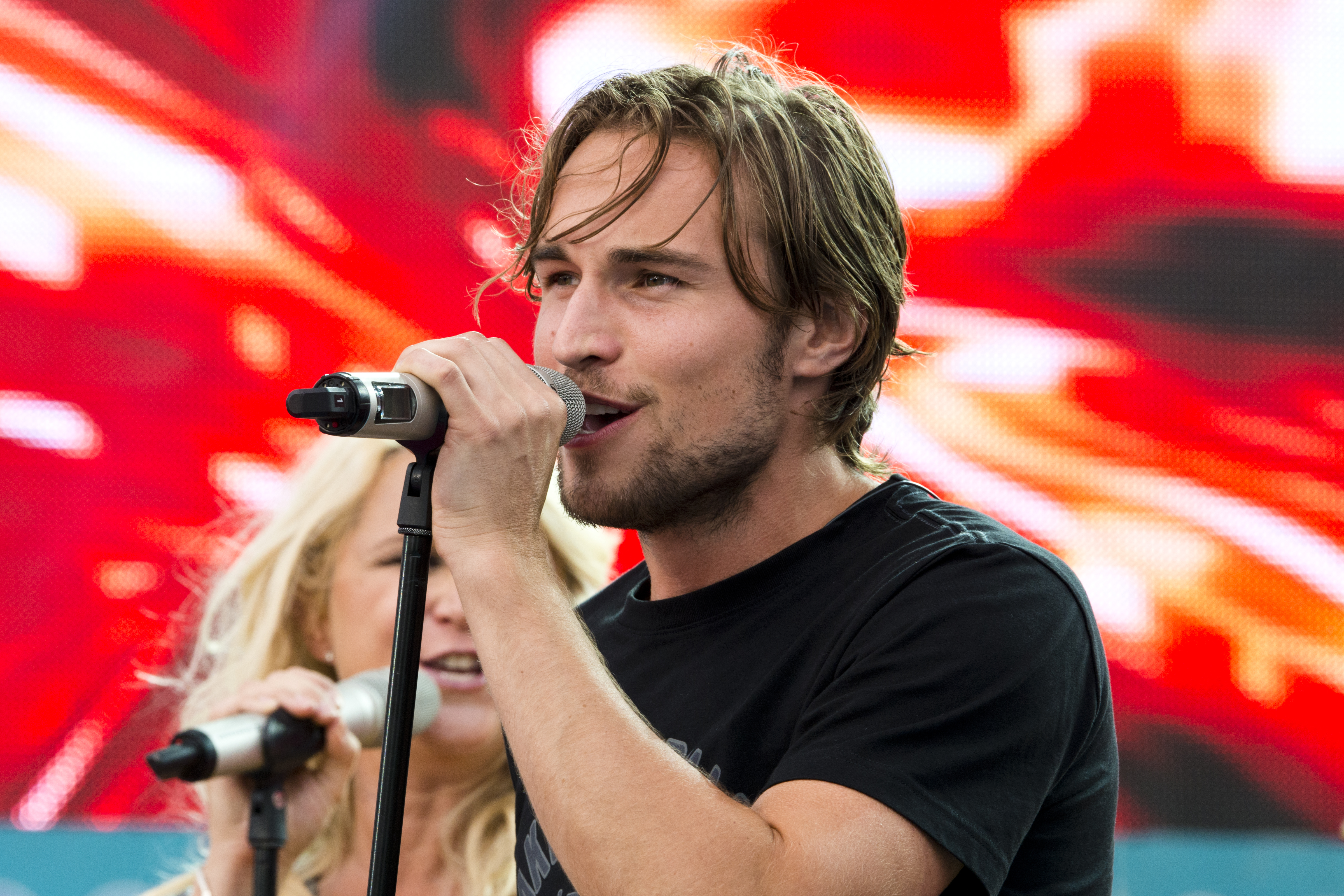
Кевін Вокер під час музичного виступу

Виступи
- Audition: «Soldier» (Гевін Дегро)[3]
- Bootcamp heats: — «Use Somebody» (Kings of Leon)
- Week 1 (Theme «Here I am») — «Pride» (U2)
- Week 2 (Тема: «My Idol») — «Say» (Джон Меєр)[6]
- Week 3 (Theme «Swedish music exports») — «Poker Face» (Lady Gaga)
- Week 4 (Theme: «Gone too soon») — «Behind Blue Eyes» (The Who)
- Week 5 (Theme: «Successful Idol singers») — «Hope and Glory» (Монс Сельмерлев)
- Week 6 (Theme: «Big Band Friday») — «it's My Life» (Джон Бон Джові)
- Week 7 (Theme: «Hits in Swedish») — «Till dom ensamma» (Мауро Скокко) та «Välkommen in» (Вероніка Маджіо)
- Week 8 (Theme: «Unplugged») — «Don't Look Back in Anger» (Oasis) та «Hall of Fame» (The Script)
- Week 9 — Final 4
  - round 1 — (Theme: «Self written») — «Dreaming» (Peter Boström, Thomas G:son and Kevin Walker)
  - round 2 — (Theme: «Picked by jury») — «Free Fallin'» (Tom Petty)
- Week 10 — Semi-finals — Final 3
  - round 1 — (Theme: «Audition song») — «Soldier» (Гевін Дегро)
  - round 2 — (Theme: «Chart topping») — «Home» (Daughtry)
- Week 11 — Final (Top 2)
  - round 1 — (Theme: «Own choice») — «Where the Streets Have No Name» (U2)[5]
  - round 2 — (Theme: «Viewers' choice») — «Say» (Джон Меєр)
  - round 3 — (Theme: «winner's song») — «Belong» (Kevin Walker)[7]

## Титули і досягнення
- Володар Суперкубка Швеції (1):

АІК: 2010
- Володар Кубка Швеції (1):

«Юргорден»: 2017–18
- Чемпіон Швеції (1):

«Юргорден»: 2019
- Переможець шведської версії шоу «Idol»: 2013

## Сім'я
- Батько: Патрік Вокер (нар. 1959) — ірландський футболіст і тренер. Більшу частину кар'єри (1983—1991) провів у Швеції. Після завершення ігрової кар'єри працював тренером.
- Брат: Роберт Вокер (нар. 1987) — також став футболістом, зіграв 38 матчів у Аллсвенскан за «Еребру». Надалі виступав за команди нижчих ліг. Після сезону 2014 завершив кар'єру.